# I'll Be There (The Jackson 5)
I'll Be There è una canzone soul scritta da Berry Gordy Jr, Bob West, Hal Davis e Willie Hutch per il disco Third Album del gruppo musicale statunitense The Jackson 5, pubblicato nel 1970.
I'll Be There fu registrata dai Jackson 5 per l'etichetta Motown e fu il primo singolo estratto dal Third Album del 1970. Prodotto dagli stessi autori del brano, I'll Be There fu il quarto numero uno consecutivo per il quintetto dopo I Want You Back, ABC e The Love You Save. I'll Be There divenne anche il brano di maggior successo pubblicato dalla Motown durante il periodo di Detroit (1959-1972).
Il brano raggiunse il primo posto delle classifiche USA restandoci per cinque settimane.
Nel 1992 la cantautrice statunitense Mariah Carey ne fece una versione in duetto con Trey Lorenz. In seguito fu interpretato anche dalla boy band Westlife, da Leona Lewis e dalla sorella dei Jackson 5, La Toya Jackson, nel suo album Stop in the Name of Love del 1995.

## Tracce
1. I'll Be There – 3:42
2. One More Chance – 2:59

## Classifiche
| Classifica (1970)                 | Posizione più alta |
| --------------------------------- | ------------------ |
| Billboard (USA)                   | 1                  |
| Rhythm and blues Billboard (USA)  | 1                  |
| Easy Listening di Billboard (USA) | 24                 |
| Singoli (USA)                     | 4                  |

## Versione di Mariah Carey
Mariah Carey incluse I'll Be There nella scaletta della sua esibizione a MTV Unplugged all'ultimo momento, dopo essere stata informata che la maggior parte degli artisti avrebbe eseguito una cover. I'll Be There fu quindi inclusa anche nell'EP MTV Unplugged. Si trattava di un duetto con il cantante rhythm and blues Trey Lorenz.
Nel 1993 fu nominata per un Grammy Award per la "Miglior performance rhythm and blues di un gruppo o duo". Il video di I'll Be There, diretto da Larry Jordan, fu realizzato utilizzando il filmato dell'esibizione della Carey a MTV Unplugged. Il 27 marzo 2022, in onore del compleanno della cantautrice , la Recording Industry Association of America ha certificato il singolo come 'Gold', per aver venduto più di 500.000 copie solo negli Stati Uniti d'America. 

### Tracce
CD singolo
1. I'll Be There (unplugged) - 4:19
2. So Blessed - 4:12
3. Vanishing - 4:11

7" singolo
1. I'll Be There (unplugged) - 4:42
2. So Blessed - 4:12

### Classifiche
| Classifica (1992)                       | Posizione massima |
| --------------------------------------- | ----------------- |
| Billboard (USA)                         | 1                 |
| Rhythm and blues di Billboard (USA)     | 11                |
| Contemporaneo adulto di Billboard (USA) | 1                 |
| ARC Weekly (USA)                        | 1                 |
| Australia                               | 9                 |
| Canada                                  | 1                 |
| Paesi Bassi                             | 1                 |
| Francia                                 | 16                |
| Germania                                | 34                |
| Israele                                 | 10                |
| Norvegia                                | 10                |
| Svizzera                                | 20                |
| Regno Unito                             | 2                 |